# World café

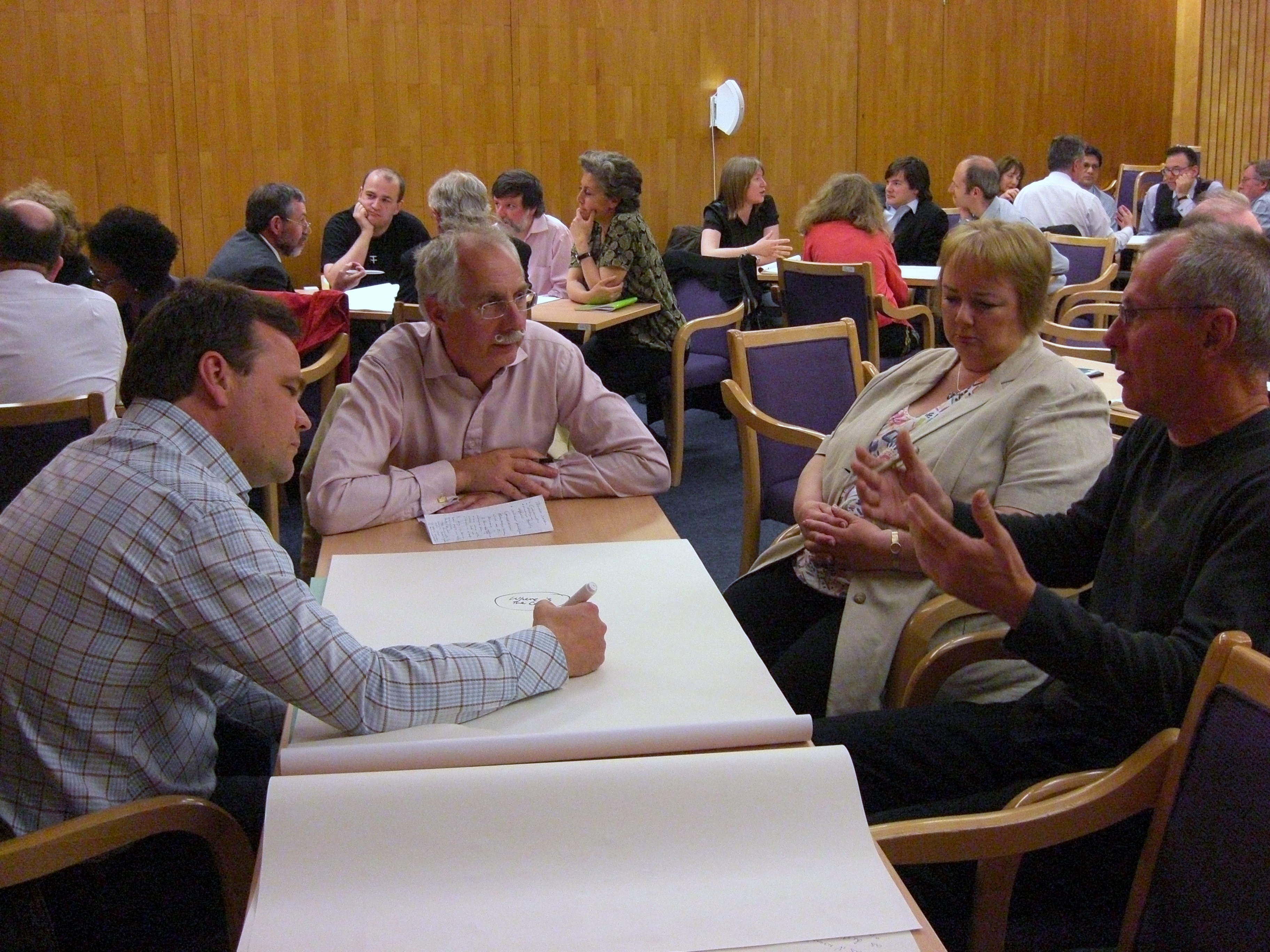
Klein groepsgesprek in een Gurteen Knowledge Café

Een world café of wereldcafé is een gestructureerd gespreksproces voor kennisdeling waarbij groepen mensen een onderwerp bespreken aan verschillende kleine tafels zoals die in een café. Er kan een zekere mate van formaliteit worden gehandhaafd om ervoor te zorgen dat iedereen de kans krijgt om te spreken. Hoewel in het begin vooraf gedefinieerde vragen zijn afgesproken, worden uitkomsten of oplossingen niet van tevoren besloten. De veronderstelling is dat collectieve discussie de opvattingen van mensen kan veranderen en collectieve actie kan aanmoedigen. Evenementen moeten minimaal twaalf deelnemers hebben, maar er is geen bovengrens. In Israël werd in 2011 bijvoorbeeld een evenement genaamd 1000 Tables op één dag georganiseerd in verschillende steden als onderdeel van een reeks protesten voor sociale rechtvaardigheid die rond die tijd werden gehouden, en ongeveer duizend mensen namen eraan deel.

## Kenniscafé
Een kenniscafé, zoals ontwikkeld door David Gurteen, heeft geen tafels en geen thema's of vragen voor elk van de kleine groepsdiscussies. De bespreking wordt niet geleid door een facilitator en er wordt geen samenvatting vastgelegd voor latere feedback aan de groep - het doel is om de tijd die aan het gesprek wordt besteed te maximaliseren, zodat de tijd die wordt besteed aan het presenteren door één persoon wordt geminimaliseerd.

## Aangepast wereldcafé
Modified world café of aangepast wereldcafé is een variant ontwikkeld in 2019 en opgebouwd in twee rondes met dezelfde lengte en evenveel tafels. Elke groep krijgt een doel om aan te werken en elke ronde wordt afgesloten met een plenaire presentatie. Na de tussen presentatie wordt aan alle leden van elke groep behalve één (de "gastheer" of "host" genoemd) gevraagd om hun plaats naar een nieuwe tafel te verplaatsen en een nieuwe discussieronde te starten die wordt afgesloten met een laatste plenaire presentatie.
Toepassing in Japanse coschap en postdoctoraal (residentie) klinisch onderwijs toonde een relevante toename van het waargenomen nut en de instemming met betrekking tot het product van de discussiegroepen.

## Verder lezen
- Allee, Verna (2003). The Future of Knowledge: Increasing Prosperity Through Value Networks. Butterworth-Heinemann, Amsterdam; Boston. DOI:10.4324/9780080507156, 146–148. ISBN 9780750675918.
- Brown, Juanita, Isaacs, David, The World Café Community, (2005). The World Café: Shaping Our Futures Through Conversations That Matter. Berrett-Koehler Publishers, 96–98. ISBN 9781576752586.
- Brown, Juanita, Homer, Ken, Isaacs, David (2007). The Change Handbook: The Definitive Resource on Today's Best Methods for Engaging Whole Systems, 2nd. Berrett-Koehler Publishers, San Francisco, "The World Café", 179–194. ISBN 9781576753798.
- Gronau, Norbert (2002). The Knowledge Café: A Knowledge Management System and Its Application to Hospitality and Tourism. Journal of Quality Assurance in Hospitality & Tourism 3 (3–4): 75–88. DOI: 10.1300/J162v03n03_05.
- Kazi, Abdul Samad (2004). Knowledge Management in the Construction Industry: A Socio-Technical Perspective. IGI Global, Hershey, PA, p. 61. ISBN 9781591403623.
- Pasher, Edna, Ronen, Tuvya (2011). The Complete Guide to Knowledge Management. John Wiley & Sons, Hoboken, NJ. DOI:10.1002/9781118983782, 112–114. ISBN 9781118001400.
- Senese, Mara (2012). Participative Transformation: Learning and Development in Practising Change. Gower, Farnham; Burlington, VT, "The World Café: Active Involvement Through Meaningful Conversation", 159–. ISBN 9781409423782.
- Singh, Shawren (2015). ICIE 2015 3rd International Conference on Innovation and Entrepreneurship. Academic Conferences Limited, "Innovation through conversation: the use of Knowledge Café in the public sector", 191–193. ISBN 9781910309919.
- Skyrme, David (2001). Capitalizing on Knowledge: From E-Business to K-Business. Butterworth-Heinemann, Oxford; Boston. DOI:10.4324/9780080500683, 125–. ISBN 9780750650113.
- Steier, Frederick, Brown, Juanita, Mesquita da Silva, Flavio (2015). The Sage Handbook of Action Research: Participative Inquiry and Practice, 3rd. Sage Publications, London; Thousand Oaks, CA. DOI:10.4135/9781473921290.n21, "The World Café in Action Research Settings", 211–219. ISBN 9781446294543.
- Yendol-Hoppey, Diane, Dana, Nancy Fichtman (2010). Powerful Professional Development. Corwin Press, Thousand Oaks, Calif., 83–. ISBN 9781412979757.